# Central hidroeléctrica Xacbal
La Central Hidroeléctrica Xacbal es una empresa energética ubicada cerca de la finca La Perla en el municipio de San Gaspar Chajul, Guatemala. Cuenta con una presa de gravedad con una altura de 10,35 m que utiliza el agua del Río Xalbal. 
Tiene 2 turbinas Francis vertical de Voith-Siemens con una capacidad instalada de 94 MW. Se estima que genere un promedio anual 486 GWh de electricidad.
Un canal de conducción abierto, con un desarenador, lleva el agua al embalse que tiene una capacidad de 700,000 m³. Tiene un tanque de oscilación y un túnel de conducción con una longitud de 4,7 km y un diámetro de 4,65 m, así como una tubería de presión con una longitud de 615 m y un diámetro de 3,55 m.
El proyecto fue realizado por el proyectista israelí Solel boneh.